# Trypetisoma sentipeniculus
Trypetisoma sentipeniculus är en tvåvingeart som beskrevs av Kim 1994. Trypetisoma sentipeniculus ingår i släktet Trypetisoma och familjen lövflugor. Inga underarter finns listade i Catalogue of Life.